# Ladislav Barišić
Ladislav Barišić (makedonski: Ладислав Баришиќ; Čakovec, 6. lipnja 1941. – Skoplje,  2. lipnja 1991.) je bio makedonski i jugoslavenski likovni kritičar hrvatskog porijekla. Studirao je na Sveučilištu u Zagrebu. On je vodio rubrike umjetnosti u makedonskom i hrvatskom tisku ("Nova Makedonija", "Ekran", "Osten", "Oko"). Izbjegavao je ideološke zamke kroz polemike i zalagao se o prevladavanju provincijalizma u umjetnosti i kritike. Autor je knjige "Uznemireni predložak" (Вознемирен шаблон).